# 연방주의자 논집

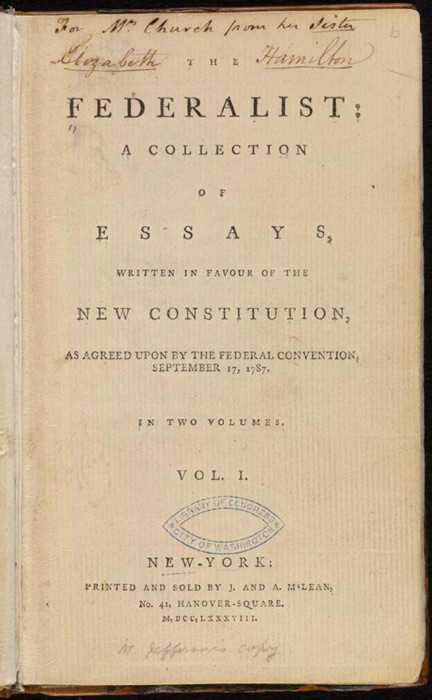
더 페드랄리스트 초판의 표지, 1788년

연방주의자 논집(The Federalist Papers)은 미국 헌법을 지지하는 85개 논문을 말한다. 이 논집은 헌법 작성자의 생각과 철학을 엿볼 수 있는 귀중한 자료로 여겨진다. 1787년 10월부터 1788년 8월까지 <인디펜던트 저널>을 비롯한 뉴욕 시의 신문에 연속으로 게재되었다. 이것에 다른 8편의 추가하여 편집하여 1788년 8월 발표한 85편의 글 모음집을 《연방주의자 논집》(The Federalist; or, The New Constitution)으로 2권의 책으로 J & A 맥린에 의해 간행되었다. 이 연작의 올바른 제목은 《더 페더럴리스트》(The Federalist)이며 《더 페더럴리스트 논문》(The Federalist Papers)이라는 제목은 20세기 이후에 사용되게 된 것이다.
《더 페더럴리스트》는 헌법에서 제안된 정부 구조에 대한 철학이나 동기를 명확하고, 설득력있는 문장으로 쓰고 있기 때문에, 현재도 미국 헌법 해석의 기본 문서가 되고 있다. 논문의 필자들은 헌법 비준에 찬성표를 던지게 할 수 있는 영향력을 가질 것과 미래의 헌법 해석을 만드는 것 모두를 원했다. 역사학자 리처드 B. 모리스에 따르면 “이것은 비교할 수 없는 헌법 설명이며, 이후 미국인 작가에 의한 어떤 작품 보다 심도깊은 정치학의 고전이다”라고 평하고 있다.
이 논문은 알렉산더 해밀턴, 제임스 매디슨, 존 제이가 헌법 지지를 이끌어 내기 위해 썼으며, 출판 당시에는 푸블리우스(Publius)라는 필명이 사용되었다.

## 배경
미국의 헌법에 사용된 주요 도구는 경험과 과학이었다. 경험주의는 존 로크에 의해 과학은 아이작 뉴턴에 의해 소개되었고, 이 헌법 정신은 주로 계몽주의의 영향을 받았다. 제임스 매디슨은 프린스턴 대학교의 존 위더스푼의 영향으로 도덕철학과 수사학에 철저한 교육을 바탕으로 헌법체계를 집대성하게 된다. 이 페이퍼에 사용된 소중한 어귀는 정치 과학이라는 말이다. 이 말은 그 당시 칼뱅주의를 따르는 대다수의 사람들에게 생소한 말이었으나, 계몽주의의 영향이 그만큼 컸음을 짐작할 수 있다. 알렉산더 해밀턴은 건전한 조세정책을 펼 것을 주문했고, 그것이 다른 나라들에게 존경을 받게 될 것이라고 주장했다.

## 목적
필라델피아에 모인 13개주에서 온 각 주의 대표들이 서명을 하여 통과되기 위해서는 헌법을 반대하는 자들을 설득하여야 하는 임무가 있었다. 이를 위해 해밀톤과 매디슨은 뉴욕에 있는 신문에 연재를 통하여 헌법의 필요성을 어필하게 되었다. 총 85편의 글은 많은 사람들의 시선을 모아 설득을 얻게 되었고 결국 헌법에 모두 서명할 수 있게 되었다.

## 개요
논문 게재 당시 저자는 비밀로 취급 되었으나, 지각하는 비평가는 그것이 알렉산더 해밀턴, 제임스 매디슨, 존 제이의 3명의 가능성이 강하다고 추측했다. 1804년에 해밀턴이 죽은 후 그가 다 쓴 논문 목록이 공개되었다. 이에 따르면 논문의 3분의 2 가량은 해밀턴이 썼으며, 매디슨의 작품으로 볼 수 있던 것까지 포함했다(제49 - 제58, 제62 및 제63 각 편). 1944년에 더글러스 어 데어가 실시한 학술 연구에서 아래와 같이 저자를 가정했다. 이것은 1964년에 실시된 문장의 컴퓨터 분석에서도 증명되었다.
- 알렉산더 해밀턴(총 51편, 1, 6 - 9, 11~ 13, 15~17, 21~36, 59~61, 65~85)
- 제임스 매디슨(총 29편, 10, 14, 37~58, 62~63)
- 존 제이(총 5편 2~5, 64)

제18편에서 20편은 매디슨과 해밀턴의 작품이었다.

### 주요 논문 내용

#### 연방주의자 논문 제10호
정당의 폐해를 지적하는 것으로 유명하며, 기존의 이론은 '파벌주의(Factionalism)는 민주 정부에 가장 큰 위협이 된다.'는 것이었다. 하지만, 파벌이 생기는 원인은 이질적인 민주사회에서 자연적으로 존재하는 자유와 다양성 때문이다. 공공의 이익이 개인의 이익을 침범하지 못한다. 그렇기 때문에, 공공의 이익은 주의 깊은 조정이 필요하다. 그것이 바로 근대의 입법과정이다. 여당과 야당의 정신이고, 이런 당파는 필요하며, 정부의 정상적인 업무를 위해서 필요하다.

#### 연방주의자 논문 제39호
정부의 연방주의 형태를 정의하며, 다른 형태에 대해서도 서로 비교하여 연구한 것을 담고 있다.

#### 연방주의자 논문 제43호
'본성과 본성의 하나님의 초월적인 법'의 문구가 있다. 이것은 인권의 원천이 종교적, 철학적인 인간의 본성의 개념으로 온 것을 의미한다.

#### 연방주의자 논문 제46호
주정부의 영향과 연방정부의 영향을 비교한 내용이다. 여기서 매디슨은 연방군이 민병대에 의해 지속적으로 점검받을 수 있으며 저항받을 수 있다라고 명시하였다. 주정부군이 연방군의 위험에 저항할 수 있어야 한다는 것이다.

#### 연방주의자 논문 제51호
연방주의 철학을 가장 잘 드러낸 논문이다.
"인간의 야망은 또 다른 야망에 대항하기 위해 필요하다. 사람의 이익은 그 곳의 헌법적 권리와 연결되어야 한다. 그것이 정부의 남용을 제어 하기 위해 반드시 필요하다. 무엇이 과연 정부인가? 단지 인간 본성에 대한 모든 숙고 중에 가장 위대한가? 인간의 부패는 어느 정도의 감찰과 불신을 요구한다. 결국에는 만일 인간이 천사라면, 정부가 필요하지 않을지도 모른다."
"자유 정부에서, 시민권의 보장은 종교의 권리의 보장과 동일해야 한다."

#### 연방주의자 논문 제84호
수정 헌법을 반대한 것이다. 정부의 권한이 주어진 정도외에는 더 이상이 없음을 강조하고 있다.

## 같이 보기
- 알렉산더 해밀턴
- 제임스 매디슨